# Байрамов, Бахлул Гусейн оглы
Бахлул Гусейн оглы Байрамов (азерб. Bəhlul Hüseyn oğlu Bayramov; 15 мая 1927, Марзили, Агдамский уезд — 12 декабря 1995, Мингечаур) — советский азербайджанский строитель, Герой Социалистического Труда (1971).

## Биография
Родился 15 мая 1927 года в селе Марзили Агдамского уезда Азербайджанской ССР (ныне Агдамский район).
С 1941 года колхозник колхоза «Захмет» Агдамского района, с 1945 года строитель Мингечаурской ГЭС, с 1952 года машинист экскаватора управления механизации № 5 треста «Азсельстрой», город Мингечаур. Стал одним из первых добровольцев, приехавших на строительство Мингечаурской ГЭС, отличился в ее строительстве.
Указом Президиума Верховного Совета СССР от 7 мая 1971 года за выдающиеся успехи, достигнутые в выполнении заданий пятилетнего плана по капитальному строительству, внедрение новой техники и передовых методов организации труда Байрамову Бахлулу Гусейн оглы присвоено звание Героя Социалистического Труда с вручением ордена Ленина и золотой медали «Серп и Молот».
Член КПСС с 1966 года. Делегат XXIV съезда КПСС.
Скончался 12 декабря 1995 года в городе Мингечаур.